# Sonnenwende

Die Tageslänge am 21. Juni auf verschiedenen Breitenkreisen

Zu den Sonnenwenden hat die Ekliptik als scheinbare Sonnenbahn auf der Himmelskugel den größten Winkelabstand vom Himmelsäquator; sie schneidet ihn im Frühlingspunkt und im Herbstpunkt zu den Tagundnachtgleichen.

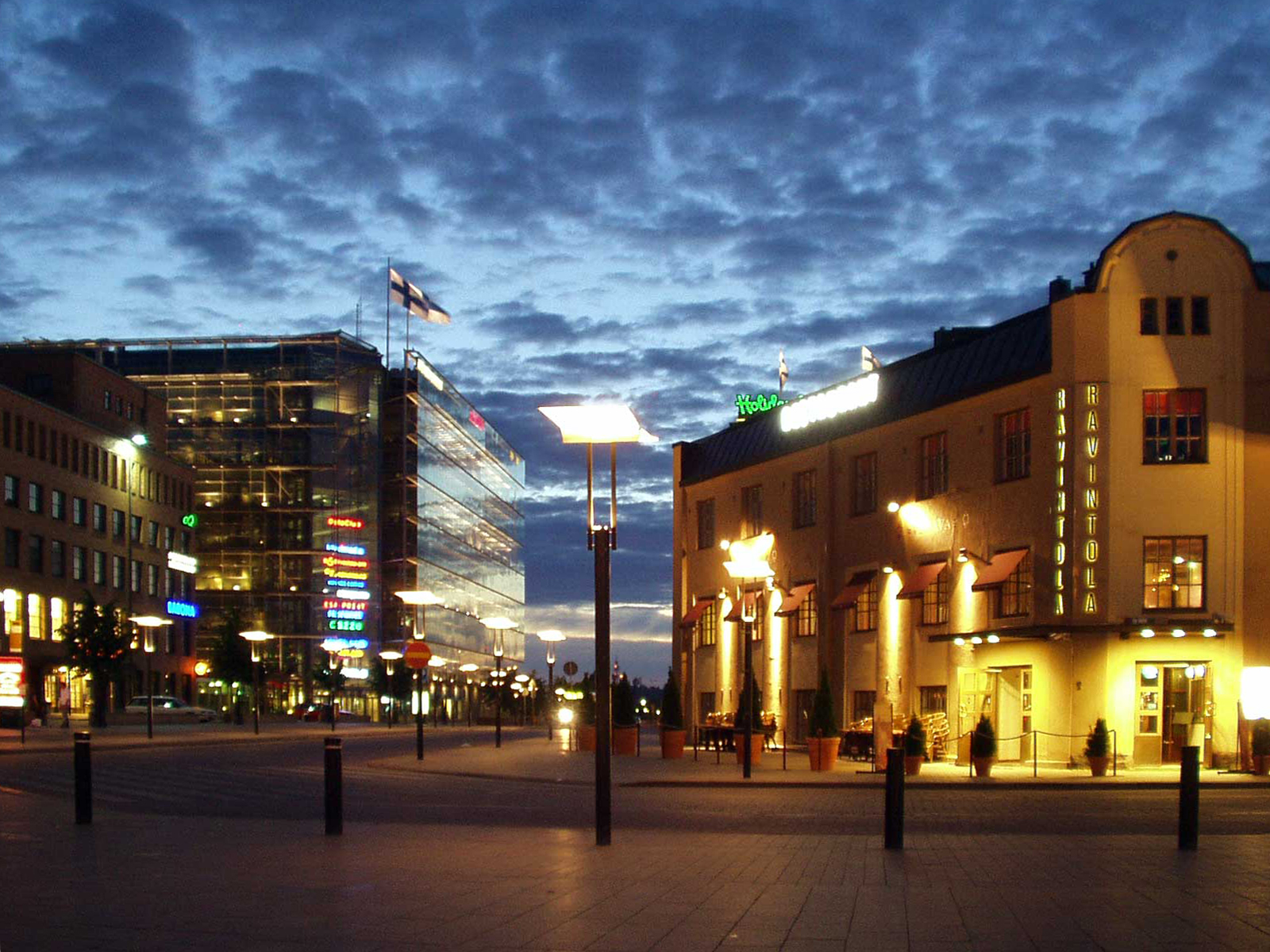
Mitternacht Mittsommer in Helsinki

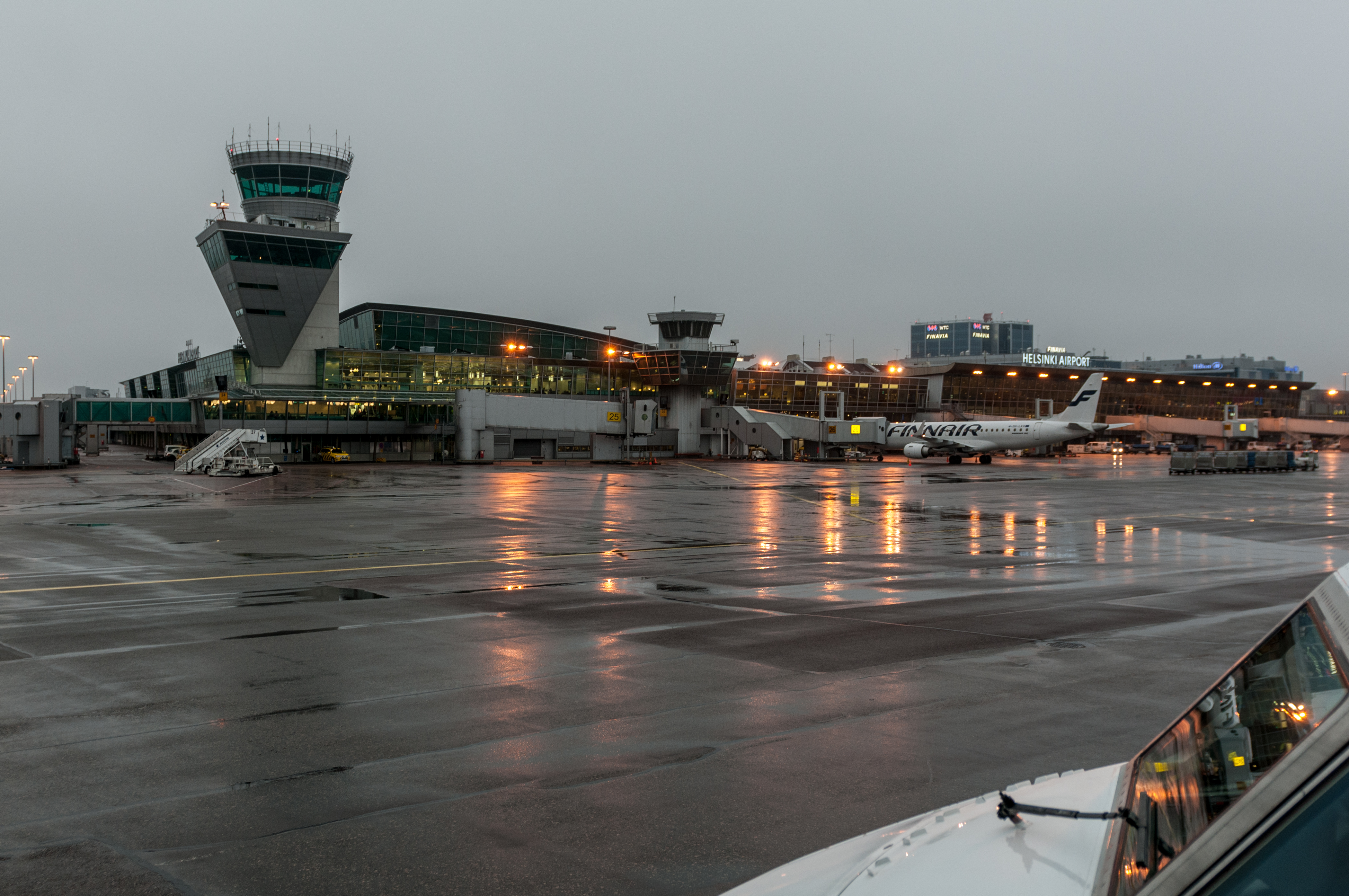
Mittag Mittwinter in Helsinki

Zur Sonnenwende oder Sonnwende, auch Solstitium (lateinisch für „Sonnenstillstand“) erreicht die Sonne in geographischen Breiten außerhalb der zwischen den Wendekreisen liegenden Tropen den höchsten (Sommersonnenwende) oder niedrigsten (Wintersonnenwende) mittäglichen Sonnenstand des Jahres:
- Zur Sommersonnenwende hat die Sonne die größte Mittagshöhe über dem Horizont. Auf der Nordhalbkugel erreicht die Sonne den Sommerpunkt am 20., 21. oder 22. Juni.[2]

- Zur Wintersonnenwende hat die Sonne die geringste Mittagshöhe über dem Horizont. Auf der Nordhalbkugel erreicht die Sonne den Winterpunkt am 21. oder 22. Dezember.

Auf der Südhalbkugel sind die Verhältnisse umgekehrt: Während des Nordwinters herrscht auf der Südhalbkugel Sommer und umgekehrt. Über Orten am Äquator verläuft die scheinbare Sonnenbahn zu den Tag- und Nachtgleichen am Mittag genau durch den Zenit. Während des Nordsommers verläuft die Bahn etwas nördlicher, während des Südsommers etwas südlicher, in beiden Fällen also nicht ganz so hoch wie der Zenit.
Zwei Mal im Lauf eines tropischen Jahres nimmt die Sonne bei ihrer scheinbaren Bewegung entlang der Ekliptik nördlich oder südlich des Himmelsäquators Positionen mit größtem Winkelabstand ein, jeweils zur Sonnenwende (Solstitium). Nach Passage dieser Punkte extremer Deklination – im Sommerpunkt beziehungsweise im Winterpunkt – nähert sich ihre Stellung wieder dem Himmelsäquator an, der im Frühlingspunkt und im Herbstpunkt erreicht wird, jeweils zur Tagundnachtgleiche (auch Äquinoktium oder Equinox genannt). Anfang und Ende der astronomischen Jahreszeiten werden nach den vier Punkten bestimmt, die Verbindungslinie der Äquinoktialpunkte und die Verbindungslinie der Solstitialpunkte schneiden sich im rechten Winkel.

## Astronomische Grundlagen

### Definition
Die genaue Definition lautet: Die Sonnenwenden sind die Zeitpunkte, in denen die scheinbare geozentrische ekliptikale Länge der Sonne 90° oder 270° beträgt.
- Scheinbar heißt: unter Berücksichtigung von Aberration und Nutation.
- Geozentrisch heißt: von einem fiktiven Beobachter im Erdmittelpunkt aus gesehen. Die Definition ist also unabhängig vom Standort eines realen Beobachters; die Sonnenwenden treten daher weltweit zum selben Zeitpunkt ein (der aber je nach örtlicher Zeitzone verschiedenen Uhrzeiten entspricht).

Eine einfache planetengeometrische Definition lautet: Zum Zeitpunkt einer Sonnenwende nimmt der Winkel Sonnenmittelpunkt-Erdmittelpunkt-Erdpol einen extremen Wert an. Es gibt zwei Fälle: Bei minimalem Winkel ist Sommersonnenwende, bei maximalem Winkel Wintersonnenwende. Die beiden Erdhemisphären haben also beide Fälle gleichzeitig, im Wechsel. In einem Äquinoktium ist dieser Winkel Sonnenmittelpunkt-Erdmittelpunkt-Erdpol hingegen ein rechter.
Die beiden Sonnenwenden fallen bis auf wenige Minuten (siehe dazu Zeitgleichung) mit jenen Zeitpunkten zusammen, in denen die Sonne ihre größte nördliche oder südliche Deklination – etwa 23° 26′ 20″ – und damit ihre nördlichste oder südlichste Stellung auf der Himmelskugel erreicht. Der geringe Zeitunterschied resultiert aus dem Umstand, dass es eigentlich das Baryzentrum des Erde/Mond-Systems ist, das sich gleichmäßig in der Erdbahnebene (Ekliptik) um die Sonne bewegt, während der Erdmittelpunkt selbst diesen gemeinsamen Schwerpunkt umkreist und sich in der Regel etwas oberhalb oder unterhalb dieser Ebene befindet. Vom Geozentrum aus gesehen läuft die Sonne daher nicht exakt auf der Ekliptik, hat also eine ekliptikale Breite ungleich null. Sie passiert deshalb zum einen nicht exakt den nördlichsten bzw. südlichsten Punkt der Ekliptik, zum anderen führt ihre veränderliche ekliptikale Breite dazu, dass die maximale Deklination in der Regel nicht genau an den Sonnwendpunkten angenommen wird.

### Folgerungen

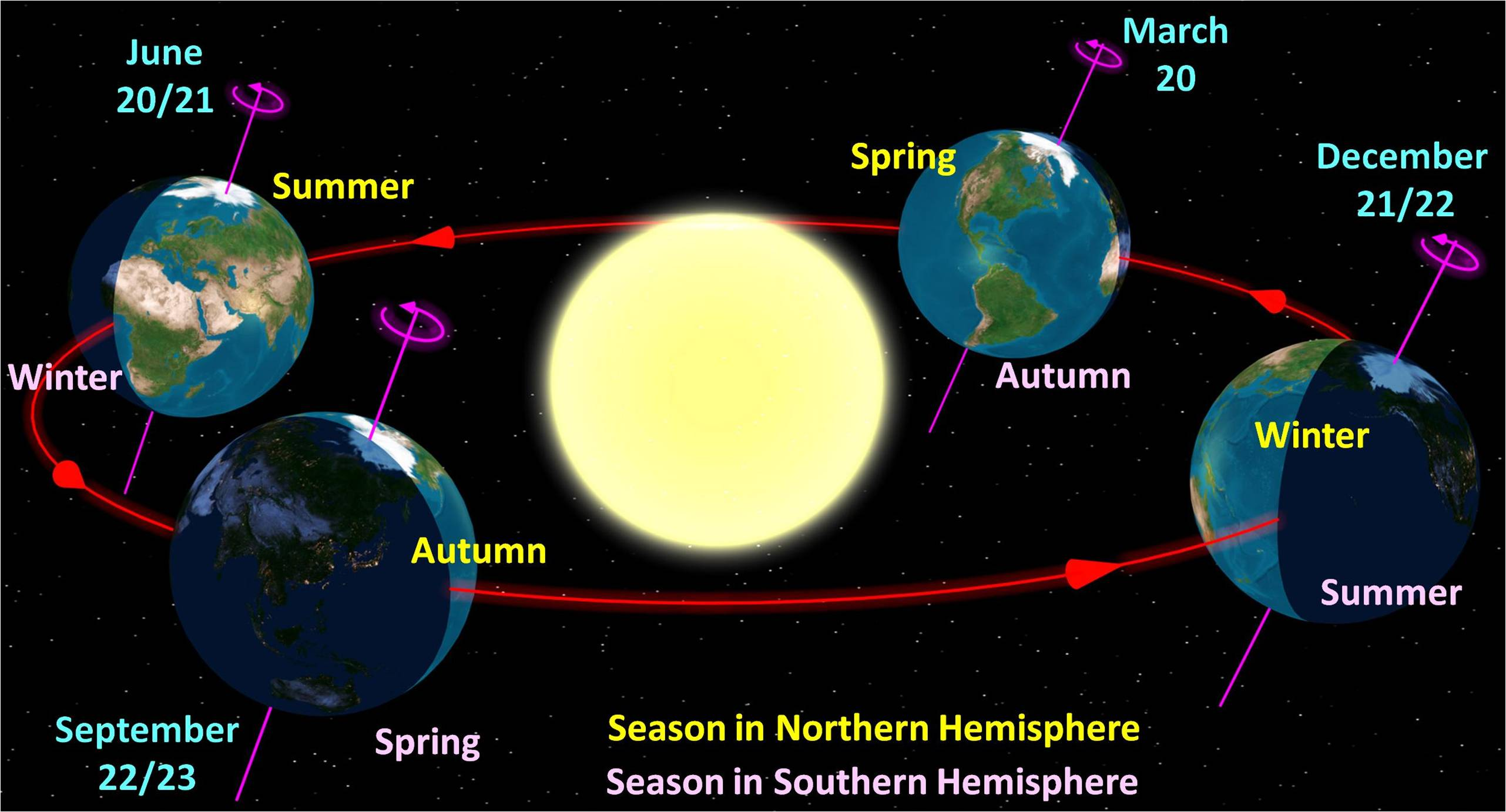
Jahreslauf der Erde um die Sonne
Ganz links: Sommer auf der Nordhalbkugel
Ganz rechts: Winter auf der Nordhalbkugel

Die Dämmerung um Mitternacht in Europa an einem 21. Juni

Die Sonnenwenden markieren den Beginn des astronomischen Sommers bzw. des astronomischen Winters. Wenn die Sonne ihre größte nördliche oder südliche Deklination von 23,4° erreicht, steht sie senkrecht über den sogenannten Wendekreisen der Erde (nämlich den Breitenkreisen auf 23,4° nördlicher bzw. südlicher Breite). Sie steht also
- am 21. oder 20. Juni über dem nördlichen Wendekreis (Sommersonnenwende auf der Nordhalbkugel, Wintersonnenwende auf der Südhalbkugel),
- am 21. oder 22. Dezember über dem südlichen Wendekreis (Wintersonnenwende auf der Nordhalbkugel, Sommersonnenwende auf der Südhalbkugel).

Für beide Erdhalbkugeln gilt jeweils: Zur Wintersonnenwende erreicht die Sonne im Jahreslauf ihren tiefsten Stand in Bezug auf den Meridiandurchgang. Zu diesem Zeitpunkt herrscht der kürzeste Tag und die längste Nacht, da der größere Teil der täglichen Sonnenbahn unterhalb des Horizonts liegt. Der Tagbogen ist flach und kurz und wird danach wieder länger und höher. Umgekehrt erreicht die Sonne zur Sommersonnenwende ihren höchsten Stand. Zu diesem Zeitpunkt herrscht der längste Tag und die kürzeste Nacht, weil der größere Teil der täglichen Sonnenbahn oberhalb des Horizonts liegt. Der Tagbogen wird danach wieder flacher und kürzer.
Nahe den Polarkreisen gibt es zur Wintersonnenwende einen Tag ohne Sonnenaufgang sowie zur Sommersonnenwende einen Tag ohne Sonnenuntergang (Mitternachtssonne, „Weiße Nächte“). Weiter polwärts herrscht dann wochen- bis monatelang der Polartag bzw. am anderen Pol die Polarnacht. Während dieser Zeiträume ohne Dämmerung liegt die tägliche Sonnenbahn vollständig oberhalb bzw. unterhalb des Horizonts.
Zwischen den Sonnenwenden überschreitet die Sonne jeweils den Himmelsäquator und steht dann senkrecht über dem Äquator der Erde. Diese Zeitpunkte sind die Äquinoktien oder Tagundnachtgleichen. Äquinoktien und Sonnenwenden stellen den Beginn der jeweiligen astronomischen Jahreszeiten dar.
Obwohl der Tag der Wintersonnenwende der kürzeste Tag ist, tritt zur Wintersonnenwende auf der Nordhalbkugel der früheste Sonnenuntergang bereits etwa zehn Tage früher und der späteste Sonnenaufgang erst etwa zehn Tage später ein. Ursache hierfür ist die Zeitgleichung. Zur Sommersonnenwende auf der Nordhalbkugel macht dieser Effekt analog etwa vier Tage aus.

### Datum
In der Mitteleuropäischen Zeitzone fällt die Sommersonnenwende in diesem Jahrhundert meist auf den 21. Juni, und seit dem Schaltjahr 2020 zunehmend auch auf den 20. Juni. Im 20. Jahrhundert fiel sie auf den 21. oder 22. Juni. Die Verschiebung ergab sich durch den Schalttag im Jahr 2000, der in Säkularjahren nur alle 400 Jahre eingefügt wird.
Weil das kalendarische Gemeinjahr (365 Tage) knapp sechs Stunden kürzer ist als das Sonnenjahr (365,242 Tage), verschiebt sich der kalendarische Zeitpunkt der Sonnenwenden in jedem Jahr um knapp sechs Stunden auf eine spätere Uhrzeit. Zum Ausgleich wird kalendarisch alle 4 Jahre ein Schalttag eingeschoben (mit wenigen Ausnahmen, siehe Schaltjahr). In den Schaltjahren (in der Tabelle fett hervorgehoben), rückt das Kalenderdatum der Sonnenwenden dann in aller Regel wieder um einen Tag zurück.
Vor der Anpassung der Schaltregel durch die gregorianische Kalenderreform von 1582 verschob sich das Datum der Sonnenwenden alle hundert Jahre um fast einen Tag. Aber auch die reformierte Schaltregel kann die tatsächliche Jahreslänge nicht ganz exakt darstellen. Es bleibt eine Abweichung von einem Tag in 3200 Jahren.
| Jahr | Sommersonnenwende | Sommersonnenwende | Wintersonnenwende | Wintersonnenwende |
| ---- | ----------------- | ----------------- | ----------------- | ----------------- |
| 2015 | 21. Juni          | 18:38 Uhr MESZ    | 22. Dezember      | 05:48 MEZ         |
| 2016 | 21. Juni          | 00:34 Uhr MESZ    | 21. Dezember      | 11:44 MEZ         |
| 2017 | 21. Juni          | 06:24 Uhr MESZ    | 21. Dezember      | 17:28 MEZ         |
| 2018 | 21. Juni          | 12:07 Uhr MESZ    | 21. Dezember      | 23:23 MEZ         |
| 2019 | 21. Juni          | 17:54 Uhr MESZ    | 22. Dezember      | 05:19 MEZ         |
| 2020 | 20. Juni          | 23:44 Uhr MESZ    | 21. Dezember      | 11:02 MEZ         |
| 2021 | 21. Juni          | 05:32 Uhr MESZ    | 21. Dezember      | 16:59 MEZ         |
| 2022 | 21. Juni          | 11:14 Uhr MESZ    | 21. Dezember      | 22:48 MEZ         |
| 2023 | 21. Juni          | 16:58 Uhr MESZ    | 22. Dezember      | 04:27 MEZ         |
| 2024 | 20. Juni          | 22:51 Uhr MESZ    | 21. Dezember      | 10:20 MEZ         |
| 2025 | 21. Juni          | 04:42 Uhr MESZ    | 21. Dezember      | 16:03 MEZ         |
| 2026 | 21. Juni          | 10:24 Uhr MESZ    | 21. Dezember      | 21:50 MEZ         |
| 2027 | 21. Juni          | 16:11 Uhr MESZ    | 22. Dezember      | 03:42 MEZ         |

### Winterpunkt und Sommerpunkt
Im Moment der Wintersonnenwende steht die Sonne im Vergleich zu den Hintergrundsternen im sogenannten Winterpunkt – einem der beiden Punkte der Ekliptik, die genau 90° vom Frühlingspunkt entfernt sind (Rektaszension = 18h). Er liegt derzeit im Sternbild Schütze (lateinisch sagittarius); etwa in dieser Richtung liegt auch das galaktische Zentrum.
Analog dazu steht die Sonne im Moment der Sommersonnenwende im sogenannten Sommerpunkt (Rektaszension = 6h) im Sternbild Stier.
Durch die Präzession der Erdachse wandern der Winterpunkt und der Sommerpunkt im Laufe von 25.780 Jahren (Zyklus der Präzession) einmal durch den gesamten Tierkreis. So lag der Winterpunkt in der Antike noch im Sternbild Steinbock (deshalb auch „Wendekreis des Steinbocks“) und wird sich in etwa 300 Jahren ins Sternbild Schlangenträger verschieben.
Der Sommerpunkt lag in der frühen Antike im Sternbild Krebs (deshalb auch „Wendekreis des Krebses“), seine Wanderung ist in der folgenden Tabelle über einen ganzen Zyklus der Präzession dargestellt. Legt man die modernen Grenzen der Sternbilder zu Grunde, dann befindet er sich in folgenden Sternbildern:
| Sternbild       | Sektor | Durchgangsdauer | Eintritt                     | Mitte         | Austritt                     |
| --------------- | ------ | --------------- | ---------------------------- | ------------- | ---------------------------- |
| Schütze         | 33,3°  | 2380 Jahre      | 13030 v. Chr.                | 11840 v. Chr. | 10650 v. Chr.                |
| Schlangenträger | 18,6°  | 1340 Jahre      | 10650 v. Chr.                | 9980 v. Chr.  | 9310 v. Chr.                 |
| Skorpion        | 6,7°   | 480 Jahre       | 9310 v. Chr.                 | 9070 v. Chr.  | 8830 v. Chr.                 |
| Waage           | 23,0°  | 1650 Jahre      | 8830 v. Chr.                 | 8005 v. Chr.  | 7180 v. Chr.                 |
| Jungfrau        | 44,1°  | 3160 Jahre      | 7180 v. Chr.                 | 5600 v. Chr.  | 4020 v. Chr.                 |
| Löwe            | 35,7°  | 2570 Jahre      | 4020 v. Chr.                 | 2735 v. Chr.  | 1450 v. Chr.                 |
| Krebs           | 20,1°  | 1440 Jahre      | 1450 v. Chr.                 | 740 v. Chr.   | 10 v. Chr.                   |
| Zwillinge       | 27,9°  | 2000 Jahre      | 10 v. Chr.                   | 990 n. Chr.   | 1989 n. Chr. (20. Okt. 1989) |
| Stier           | 36,7°  | 2620 Jahre      | 1990 n. Chr. (nahe am Orion) | 3300 n. Chr.  | 4610 n. Chr.                 |
| Widder          | 24,7°  | 1770 Jahre      | 4610 n. Chr.                 | 5495 n. Chr.  | 6380 n. Chr.                 |
| Fische          | 37,2°  | 2670 Jahre      | 6380 n. Chr.                 | 7715 n. Chr.  | 9050 n. Chr.                 |
| Wassermann      | 24,0°  | 1710 Jahre      | 9050 n. Chr.                 | 9905 n. Chr.  | 10760 n. Chr.                |
| Steinbock       | 28,0°  | 2010 Jahre      | 10760 n. Chr.                | 11765 n. Chr. | 12770 n. Chr.                |
| Schütze         | 33,3°  | 2380 Jahre      | 12770 n. Chr.                | 13960 n. Chr. | 15150 n. Chr.                |

Im Winkel von 90° zum Sommerpunkt und Winterpunkt liegen jeweils der Frühlingspunkt (Rektaszension = 0h) und der Herbstpunkt (Rektaszension = 12h), in denen die Sonne beim Äquinoktium steht.

### Solstitiallinie

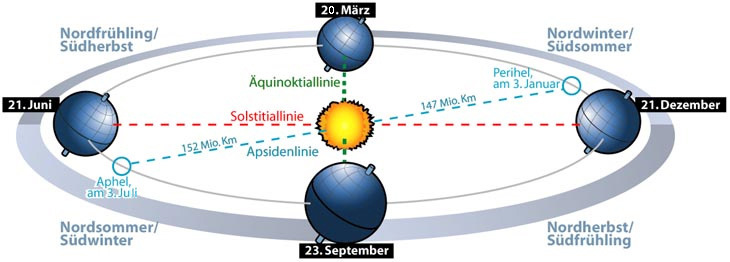
Die Erdbahn mit Äquinoktial- (grün) und Solstitiallinie (rot) sowie der Ellipsenhauptachse (türkis) mit Aphel und Perihel

Die Verbindungslinie zwischen den Positionen der Erde zum Zeitpunkt der Sommersonnenwende und der Wintersonnenwende wird Solstitiallinie genannt. Diese Linie geht also mitten durch die Sonne hindurch, ihre Verlängerung außerhalb der Erdbahn durch den Sommerpunkt und den Winterpunkt. Sie steht senkrecht auf der Äquinoktiallinie.

## Geschichtliches und Kulturelles
Die Verehrung der Sonne und des wiederkehrenden Lichtes geht auf Traditionen in prähistorischer Zeit zurück. Die Sonne hat essentielle Bedeutung für das irdische Überleben. Die Sommersonnenwende trug einen Aspekt des Todes und der Vergänglichkeit in sich. Dem gegenüber standen die längerwerdenden Tage nach der Wintersonnenwende, die Leben und Auferstehung verkörperten. Diese Wendepunkte schlugen sich entsprechend in Ritus und Mythologie nieder. Bemerkenswert ist, dass die Sonne im abendländischen Kulturkreis immer dem männlichen Prinzip zugeordnet ist, jedoch hier eine Ausnahme im germanischen Sprachraum besteht, der in der Sonne die Mutter sieht.
Je größer der Unterschied zwischen dem harten Winter und dem warmen Sommer, desto intensiver wurde von jeher dieser Tag gefeiert. Im Norden Europas, wo in der sommerlichen Jahreszeit die Nächte gar nicht mehr dunkel werden (man spricht auch von den Weißen Nächten), haben Sonnenwendfeiern – als Mittsommerfest bezeichnet – mehr Bedeutung als zum Beispiel in Südeuropa.

### Sommersonnenwende

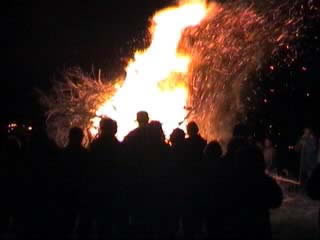
Golowan-Fest – Sonnenwendfeier am 20. Juni 2008 in Cornwall

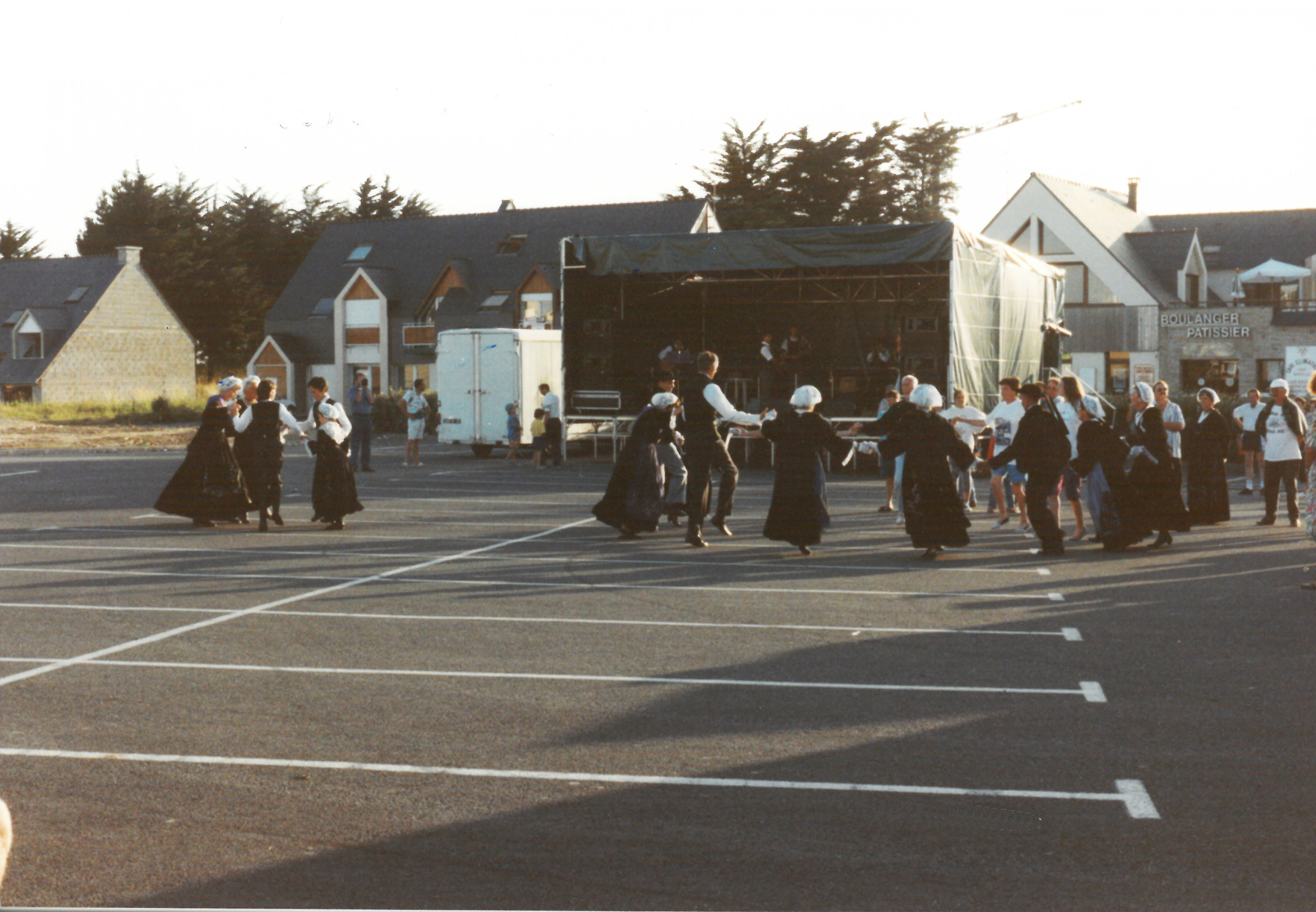
„Saint Jean“ – Johannisfest am 26. Juni 1993 in der Bretagne

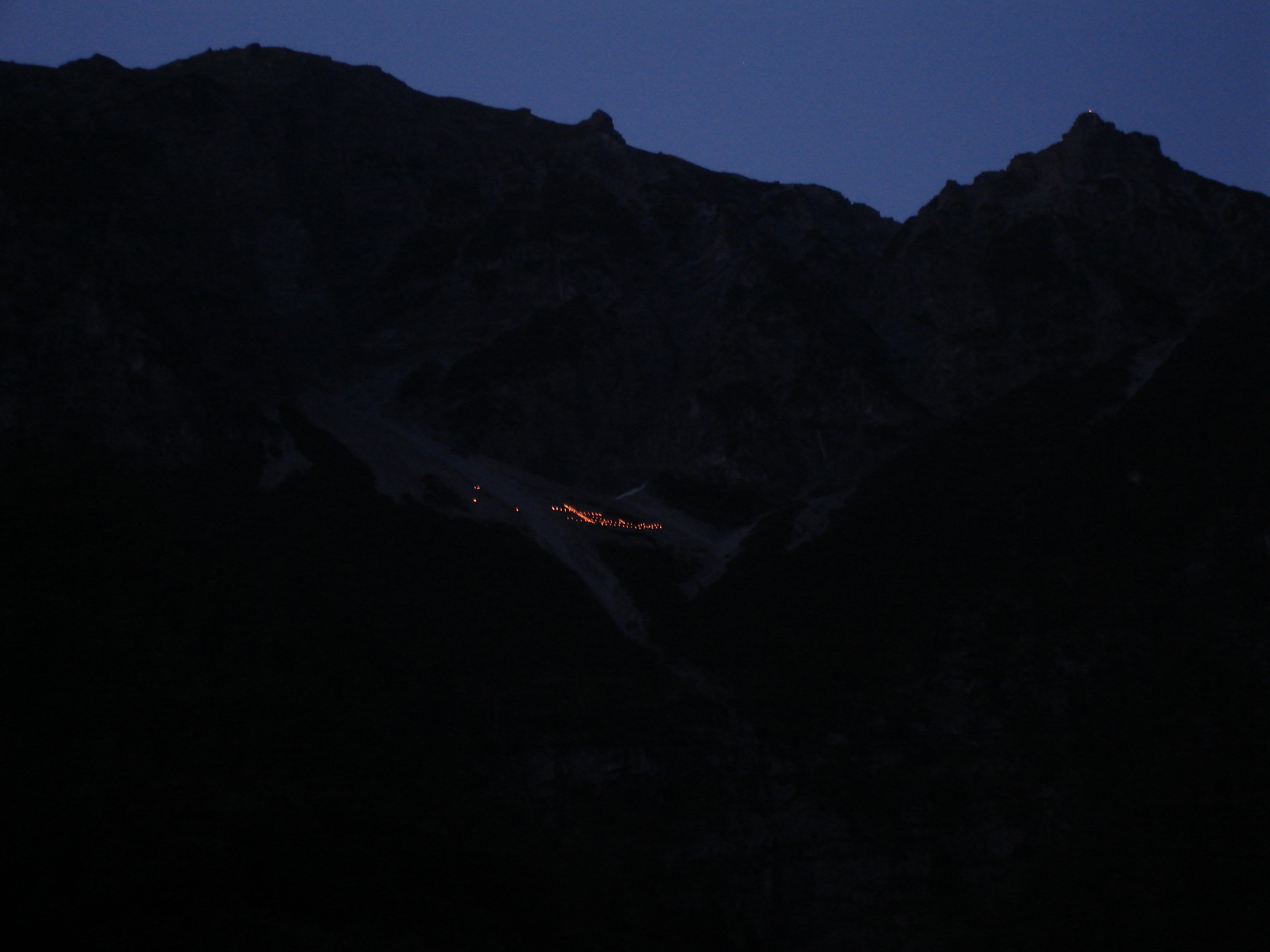
Sonnenwendfeuer im Klostertal. Ein weiteres brennt rechts oben auf dem Roggelskopf.

Die Sommersonnenwende ist der astronomische Sommeranfang und wird in vielen Ländern, wie in Mitteleuropa und den USA, auch kalendarisch als Beginn der Jahreszeit Sommer gesehen, meteorologisch beginnt der Sommer dagegen schon am 1. Juni. In vielen Ländern wird der Tag der Sommersonnenwende dennoch als Mittsommer bezeichnet, was möglicherweise auf einen alten gemeinsamen steinzeitlichen Kalender zurückgeht. In Irland wird der Zeitraum vom 1. Mai (siehe auch Beltane) bis zum 31. Juli als Sommer betrachtet; hier liegt die Sommersonnenwende also etwa in der Mitte der Jahreszeit. Im Belchen-System geht die Sonne zur Sommersonnenwende vom Elsässer Belchen aus gesehen über dem nordöstlich gelegenen Kleinen Belchen auf, was die Bestimmung des Zeitpunkts der Sommersonnenwende unabhängig von anthropogenen Objekten ermöglicht.
Schon der Turm von Jericho aus dem 9. Jahrtausend v. Chr. deutet auf die Kenntnis der Sommersonnenwende hin, und spätere steinzeitliche Kultstätten wie Stonehenge erfassten diesen Zeitpunkt mittels der relativ leicht feststellbaren Auf- und Untergangspunkte der Sonne, die zu Winterbeginn etwa im Südosten bzw. Südwesten liegen. Auch die Himmelsscheibe von Nebra als wichtiger bronzezeitlicher Fund dokumentiert die Sonnenwende.
Den Tag der Sommersonnenwende betrachten seit je manche Menschen als mystischen Tag, manche begehen ihn mit weltlichen oder religiösen Feierlichkeiten. Sonnenwendfeste hatten vor allem in den germanischen, nordischen, baltischen, slawischen und keltischen Religionen einen festen Platz. Die größte unorganisierte Sommersonnwendfeier in Europa findet in Stonehenge statt, die größte Deutschlands an den Externsteinen. Die südlichste Sommersonnenwendfeier findet seit 1929 in der spanischen Region Alicante statt. Das Golowan-Fest findet in Cornwall statt und wurde erstmals 1754 von William Borlase beschrieben. Seit der Christianisierung Europas werden diese Feiern oft mit dem Heiligen des 24. Juni, Johannes dem Täufer, verbunden, der als besonders machtvoller Heiliger galt (Johannistag). Einige der Sonnenwendbräuche, die sich bis heute erhalten haben, wie die Johannisfeuer, sind nach ihm benannt. So wird der Johannistag in der Bretagne manchmal erst am folgenden Wochenende gefeiert. Auch hier liegt das Datum kurz nach der tatsächlichen Sommersonnenwende.
Das typische Juni-Sommerwetter und die in mittleren Breiten der Nordhalbkugel noch frühlingshafte Wachstumsstimmung in der Natur ist ideal für Freiluftveranstaltungen aller Art. So ist die Sonnenwende ein willkommener Anlass (und bei manchen bewusster Grund) für Feste oder Feiern um diesen Tag herum. Sonnenwendfeiern werden von unterschiedlichen Religions- und Weltanschauungsgemeinschaften wie Freireligiösen und Freidenkern, Vereinen, Parteien, Freiwilligen Feuerwehren, Gemeinden und Tourismusverbänden veranstaltet. Heidnische oder neuheidnische Religionsgemeinschaften feiern am 21. die Sonnenwende meist auch mit einem Feuer. Teilweise wird dieses Fest als Litha bezeichnet.
Für Ásatrú ist das sogenannte Mittsommerfest, nach dem Julfest, das zweitwichtigste Fest im Jahr. Die Feuerfeste zur Sommersonnenwende in den Pyrenäen sind seit 2015 als immaterielles Weltkulturerbe anerkannt.

### Wintersonnenwende
Die Wintersonnenwende war in vielen antiken und frühmittelalterlichen Kulturen ein wichtiges Fest, das oft ein paar Tage vor bzw. nach dem Datum der tatsächlichen Sonnenwende gefeiert wurde. Zur Zeit der Einführung des Julianischen Kalenders lagen die Sonnenwenden auf dem 25. Dezember und dem 24. Juni.
Umstritten ist, ob und in welcher Form die Germanen und andere Völker in Nordeuropa um die Wintersonnenwende das Julfest feierten. Es wäre dann mit Feuer- und Lichtsymbolik zur Wintersonnenwende praktiziert worden. Historisch belegbare schriftliche Zeugnisse gibt es in Form von Kalenderstäben mit Runenzeichen. Es ist unstrittig, dass das Wort Julfest vor der Christianisierung in Gebrauch war. Die Kirche hatte vergeblich versucht, das Wort durch andere Begriffe zu ersetzen (Norrøn: „Dróttins burðar tíð“, Altschwedisch: „gudz födzlo hötidh“). Die altenglischen, nordischen und gotischen Belege stammen alle aus christlicher Zeit. Es ist daher schwierig, aus den knappen Quellen der altnordischen Literatur ein Bild der verschiedenen Feste zu gewinnen. Das gilt für das erwähnte „alfablót“ der Skandinavier und die „Nacht der Mütter“ bei den Angelsachsen.
Das christliche Weihnachtsfest, mit dem die Geburt Jesu gefeiert wird, findet nach der tatsächlichen Wintersonnenwende statt. Als man begann, das Weihnachtsfest im 4. Jahrhundert zu feiern, fielen die Feierlichkeiten auf den traditionellen kalendarischen Tag der Wintersonnenwende, den 25. Dezember, der zur Zeit der Einführung des julianischen Kalenders der tatsächliche Tag der Wintersonnenwende war. Im 4. Jahrhundert lag die Wintersonnenwende faktisch zwar schon auf dem 21. Dezember, in den Kalendern wurde sie jedoch teils noch lange am 25. Dezember notiert, an dem auch das Fest des römischen Sonnengottes Sol Invictus gefeiert wurde. Im Laufe der Zeit wanderte die Wintersonnenwende immer weiter nach vorn im Kalender, bis sie mit der gregorianischen Kalenderreform, die die Verhältnisse des 4. Jahrhunderts wiederherstellte, wieder auf den 21. Dezember zu liegen kam. Damit fällt sie in etwa zusammen mit dem Thomastag des Heiligenkalenders am 21. Dezember. Je nach Glaubensrichtung gibt es im Christentum unterschiedliche Schwerpunkte und Zahl der Festtage. Teilweise beginnt mit dem zweiten Weihnachtstag eine sechstägige Nachfeier, und manche Rituale finden erst im Januar statt.
Zoroastrier sowie muslimische Völker des iranischen Kulturkreises und Zentralasiens zelebrieren zur Wintersonnenwende die Yalda-Nacht. In Indien und Nepal findet Ende Dezember / Anfang Januar Makar Sankranti statt. Auch im Satanismus haben die Sonnenwenden Feiertagscharakter.

### Politische Besetzung
Zur Zeit des Nationalsozialismus wurden die angeblich altgermanischen Sonnenwendfeiern „wiederbelebt“ und als offizielle Feiertage in die Symbolik von „Volk, Blut und Boden“ integriert, insbesondere durch die SS.
In der DDR veranstaltete der Jugendverband Freie Deutsche Jugend bis etwa Anfang der 1960er Jahre Sonnenwendfeiern. So waren beispielsweise 1946 der damalige Vorsitzende des Zentralrates der FDJ Erich Honecker oder 1958 der Erste Sekretär der FDJ-Bezirksleitung Hans Modrow Festredner bei den Sonnenwendfeiern der FDJ in Berlin.
Ein wichtiger Ort für Sonnenwendfeiern sind die Externsteine. Hieran beteiligen sich unter anderen Anhänger neuheidnischer und esoterischer Gruppen; die Sonnwendfeier zieht jedoch auch Neonazis an.
Aufsehen erregen insbesondere Sonnwendfeiern rechtsextremer Gruppen. Bei der von einem örtlichen Verein ausgerichteten Sonnenwendfeier Pretzien 2006 wurden unter anderem eine US-amerikanische Flagge und ein Exemplar des Tagebuchs der Anne Frank verbrannt, ohne dass die übrigen Anwesenden eingriffen. Seit diesen Ereignissen werden rechtsextreme Sonnenwendfeiern in Deutschland von der Polizei zunehmend aufgelöst. In der Presse wird vornehmlich über Sonnwendfeiern politisch rechtsorientierter und rechtsextremer Gruppen berichtet.

### Film, Theater, Oper
William Shakespeares Komödie A Midsummer Night’s Dream (dt. Ein Sommernachtstraum) handelt während einer Sommersonnenwende in der klassischen Einheit von Zeit, Ort und Handlung des geschlossenen Dramas. Neben den beiden anderen nimmt Richard Wagner „das schöne Fest, Johannistag“ (Bass-Arie) als klassische Einheit der Zeit in seiner heiteren Oper Die Meistersinger von Nürnberg, und passend zum Bühnengeschehen fand die Uraufführung in München am Sonnwendtag 21. Juni 1868 statt. An die drei klassischen Einheiten hält sich auch Ingmar Bergman in seinem Film von 1955 Das Lächeln einer Sommernacht (Sommarnattens leende).

### Bestimmung des Erdumfanges
Eratosthenes bestimmte etwa 200 v. Chr. mittels der Sonnenhöchststände zur Sommersonnenwende an Orten verschiedener geografischer Breite den Erdumfang.